# 栃木県道・茨城県道119号真岡岩瀬線

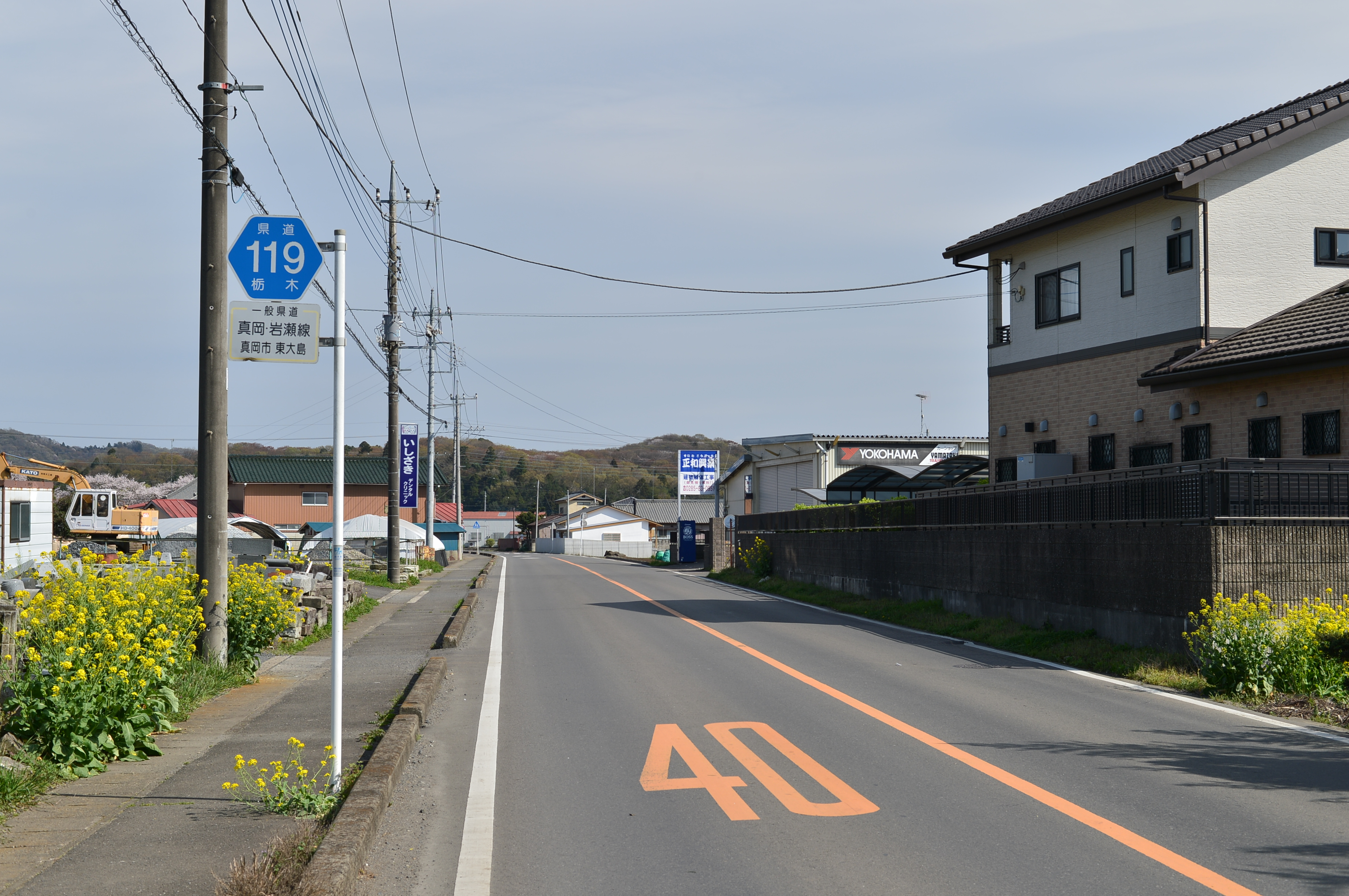
栃木県道119号真岡岩瀬線・
真岡市東大島（2016年4月）

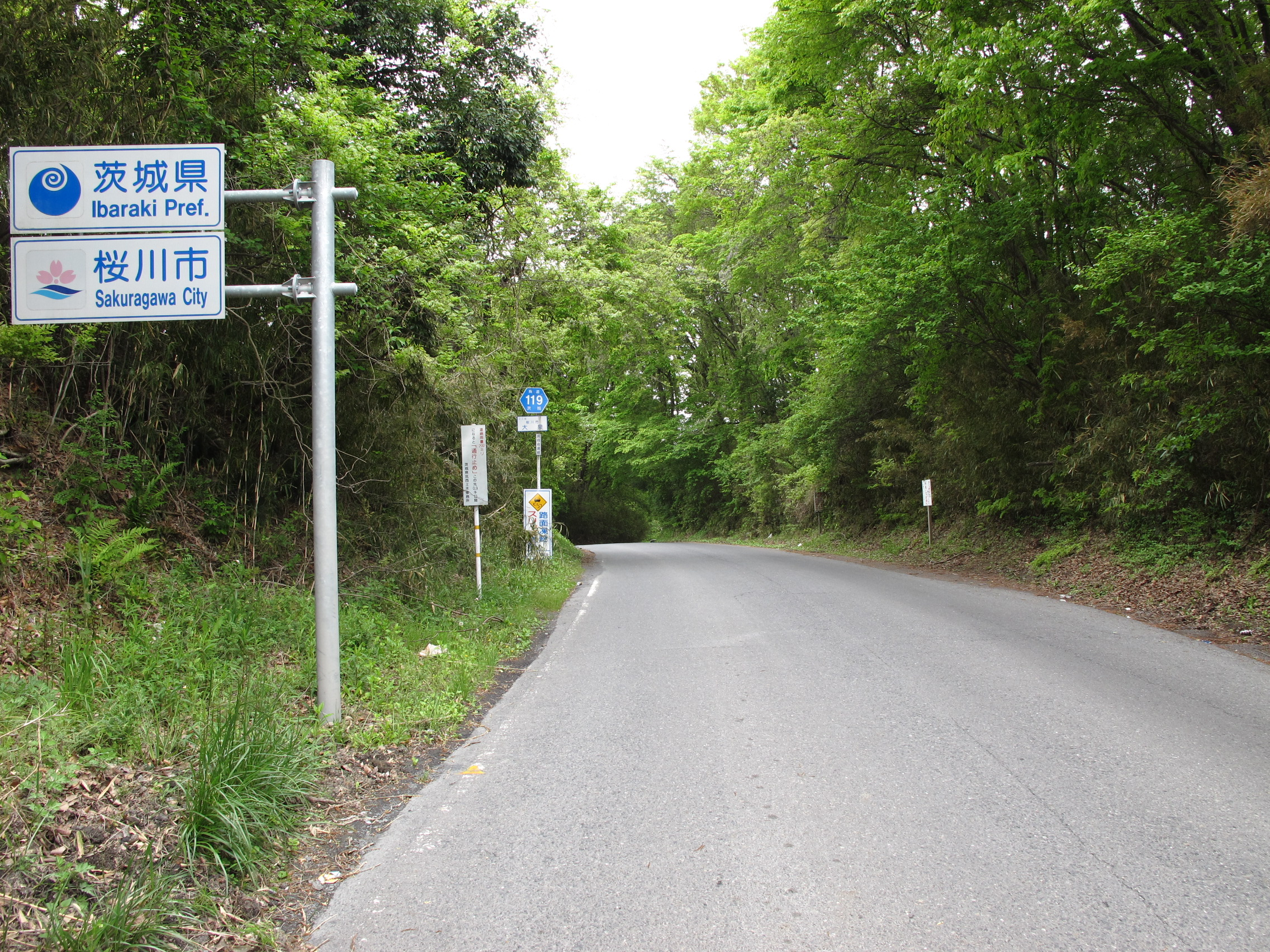
栃木・茨城県境付近（2011年5月）

栃木県道・茨城県道119号真岡岩瀬線（とちぎけんどう・いばらきけんどう119ごう もおかいわせせん）は、栃木県真岡市から茨城県桜川市に至る一般県道である。

## 概要
- 起点：栃木県真岡市田町（茨城県道・栃木県道45号つくば真岡線交点）
- 終点：茨城県桜川市大泉（茨城県道・栃木県道41号つくば益子線交点）
- 総延長：9.602 km（栃木県区間：8.697 km、茨城県区間：0.905 km[1]）
- 重用延長：*.* km（栃木県区間：*.* km、茨城県区間：0.0 km[1]）
- 未供用延長：なし（栃木県区間：*.* km、茨城県区間：0.0 km[1]）
- 実延長：*.* km（栃木県区間：*.* km、茨城県区間：0.905 km[1]）
- 自動車交通不能区間延長[注釈 1]：なし（栃木県区間：*.* km、茨城県区間：0.0 km[1]）

## 歴史
- 1959年（昭和34年）10月14日：茨城県が県道路線認定（図面対象番号234）[2]。茨城県内の道路の区域は、県界西茨城郡岩瀬町大字大泉から西茨城郡岩瀬町大字大泉の県道岩瀬益子線（現在の県道つくば益子線にあたる）交点までと決定された[3]。
- 1961年（昭和36年）4月1日：栃木県が県道路線認定。
- 1964年（昭和39年）7月3日：車両制限令第5条1項[注釈 2]に基づく指定（路線対象番号234 真岡岩瀬線：岩瀬益子線分岐点 - 栃木県界）を受ける[4]。
- 1995年（平成7年）3月30日：茨城県区間における整理番号を、整理番号290から現在の番号（整理番号119）に変更される[5]。

## 路線状況
栃木・茨城県境から終点までの0.9kmの区間は、連続雨量200mm以上で通行止め規制となる。この「大手坂」と呼ばれる県境付近は道幅も狭く、急坂であるため通過には注意が必要である。

## 地理

### 通過する自治体
- 栃木県
  - 真岡市
- 茨城県
  - 桜川市

### 交差する主な道路
- 国道294号（真岡市田町）
- 栃木県道166号西田井二宮線（真岡市小林 - 東大島まで重複）
- 茨城県道・栃木県道41号つくば益子線（桜川市）

### 沿線施設
- 真岡市東運動場
- 仏生寺 - 日光山開山の祖、勝道上人生誕の地